# Solkraft i Belgien
Solkraften i Belgien har expanderas snabbt sedan slutet av (20)00-talet.
Anläggningarna är främst småskaliga. Enligt en undersökning 2017 kom då närmare 63 % av den installerade effekten på anläggningar som var mindre än 10 kW, närmare 18 % var från anläggningar mellan 10 och 250 kW och drygt 19 % kom från anläggningar som var större än 250 kW Mest effekt är installerad i Flandern, där det 2022 fanns en installerad effekt på 5 023 MW, medan det i Vallonien samma år fanns en installerad effekt på 1 655 MW.